# Корпус семітських написів

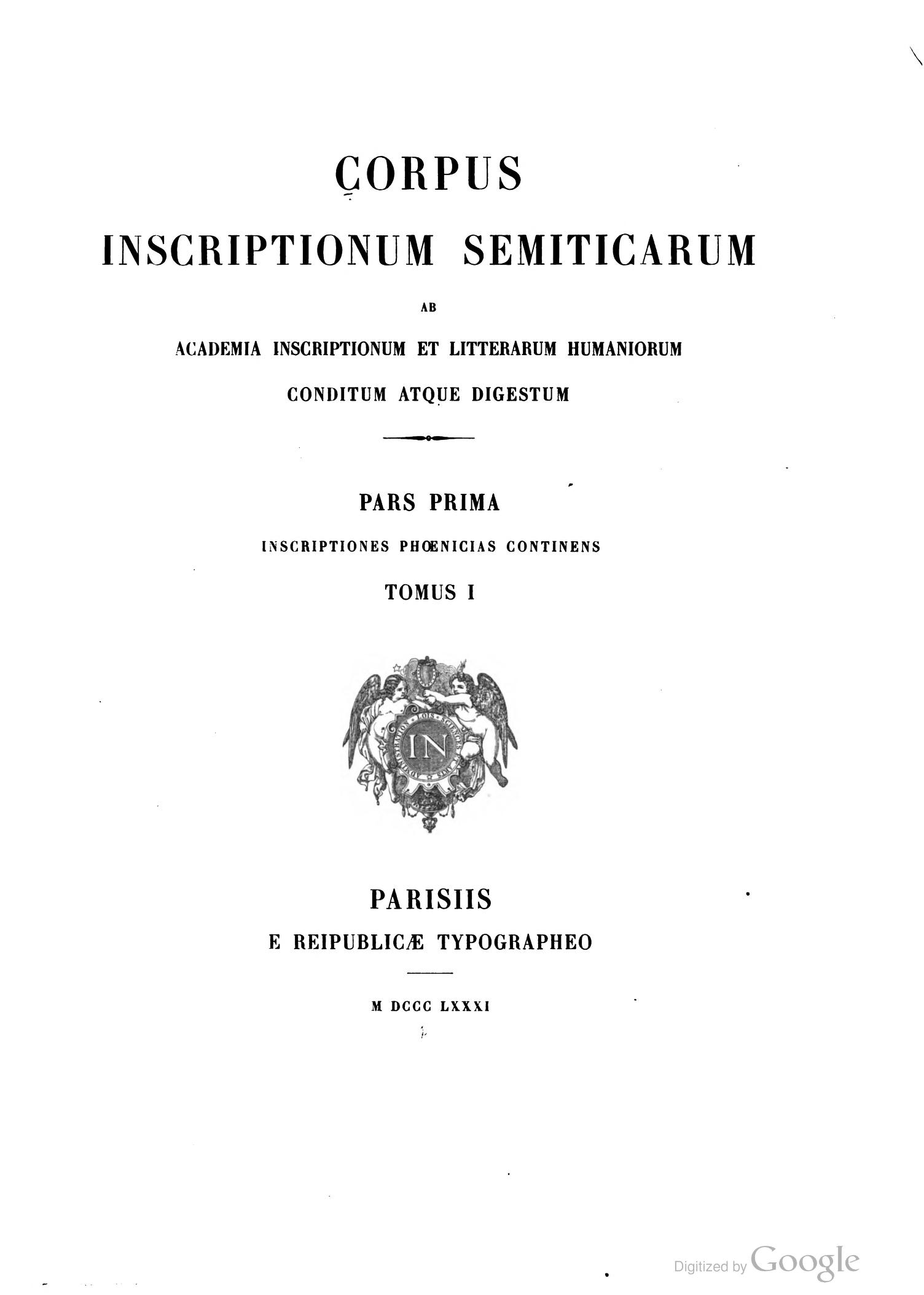
Обкладинка І видання

Корпус семітських написів (The Corpus Inscriptionum Semiticarum скорочено CIS ) — це збірка давніх написів семітськими мовами, що були створені в кінці ІІ тисячоліття до н. е. ще до виникнення ісламу. Він був опублікований латинською мовою. У своїй записці, що була знайдена після смерті, Ернест Ренан заявив: «З усього, що я зробив, цей корпус подобається мені найбільше». 
Перша частина була опублікована в 1881, через чотирнадцять років після початку проекту. Ернест Ренан виправдовував довгу затримку в передмові до книги, вказуючи на лиха французько-прусської війни та труднощі, що виникли під час друку фінікійських ієрогліфів, перша гравюра яких виявилася невірною у світлі виявлених згодом написів.  Згодом було створено меншу збірку – Répertoire d'Épigraphie Sémitique («Repertory of Semitic Epigraphy», скорочено RES ) – для представлення семітських написів без затримок  та у стислому вигляді в міру того, як вони ставали відомими. Вона була опублікована вже французькою, а не латинською мовою. Répertoire був для Corpus Inscriptionum Semiticarum тим самим, чим Ephemeris epigraphica latina був для Corpus Inscriptionum Latinarum .
Публікація серії тривала до 1962 року.

## Історія
Проект розпочався 17 квітня 1867 року, коли французька Académie des Inscriptions et Belles-Lettres прийняла пропозицію комісії під керівництвом Ернеста Ренана розпочати ініціативу, аналогічну німецьким корпусам давньолатинської (Corpus Inscriptionum Graecarum, скорочено CIG) та давньогрецької (Corpus Inscriptionum Latinarum, скорочено CIL) мов. Було вирішено, що колекція повинна містити всі стародавні написи, написані «семітськими символами», за винятком семітських клинописних написів.
Початковий план роботи передбачав випуск десяти книг:
- I. Фінікійська, пунічна та неопунічна ;
- II. Єврейська мова та самаритянська мова, факсиміле давньоєврейських та самаритянських рукописів;
- III Арамейська мова ;
- IV. Пальмірська мова ;
- V. Сирійська мова ;
- VII. Мандаїською мовою ;
- VIII. Рання арабська ;
- IX. Хим'яритська мова ;
- X. Амхарська мова

Потім програма була поділена на п’ять частин:
- Частина І. Фінікійські, пунічні та неопунічні написи;
- Частина II. Арамейські, пальмирські, набатейські написи;
- Частина III. Єврейські написи;
- Частина IV. Хим'яритські, сабейські написи;
- Частина V. Сарацинські, ліхійські, сафаїтські та тамудські написи .

Répertoire d'Épigraphie Sémitique (скорочено RES) опублікував написи у проміжні періоди.

## Тома
Частина І. Фінікійські, пунічні та неопунічні написи. В цій серії об'єднані фінікійські написи, знайдені в самій Фінікії, в Єгипті, в Греції, на Кіпрі, на Мальті, на Сицилії, на Сардинії, в Італії, в Галлії, в Іспанії, і особливо багато об'єднала північноафриканських пунічних написів, зокрема з Карфагена. Ернест Ренан продовжував редагувати цю серію до смерті в 1892 році 
Частина II. Арамейські, пальмирські та набатейські написи. Під редакцією Ежена-Мельхіора де Вогуе ця серія почала видаватися в 1889 році, охоплюючи територію стародавніх сирійських царств, а також усі країни, куди арамейська мова проникла під владою Перської імперіі, від Анатолії до Індії, від Каспію до Верхнього Єгипту. . 
Частина III. Єврейські написи (ця серія не була опублікована). Однак ряд написів на івриті систематично публікувався в Répertoire d'Épigraphie Sémitique.
Частина IV. Хим'яритські та сабейські мови. Цей том вперше був опублікований у 1889 році під редакцією Джозефа Деренбура . Він охоплює Аравійський півострів, особливо хим'яритські та сабейські написи. 
Частина V. Сарацинська, ліхійська, сафаїтська та тамудська мови. Ця серія була опублікована лише в 1950 році Гонзагом Рікмансом 

## Керівництво
Список президентів «Commission du Corpus Inscriptionum Semiticarum»: 
- Ернест Ренан (пом. 1892)
- Хартвіг Деренбург (пом. 1908)
- Рене Дюссо (пом. 1958)
- Жан-Батист Шабо (пом. 1948)
- Андре Дюпон-Зоммер (пом. 1983)
- Андре Како (пом. 2004)

## Галерея

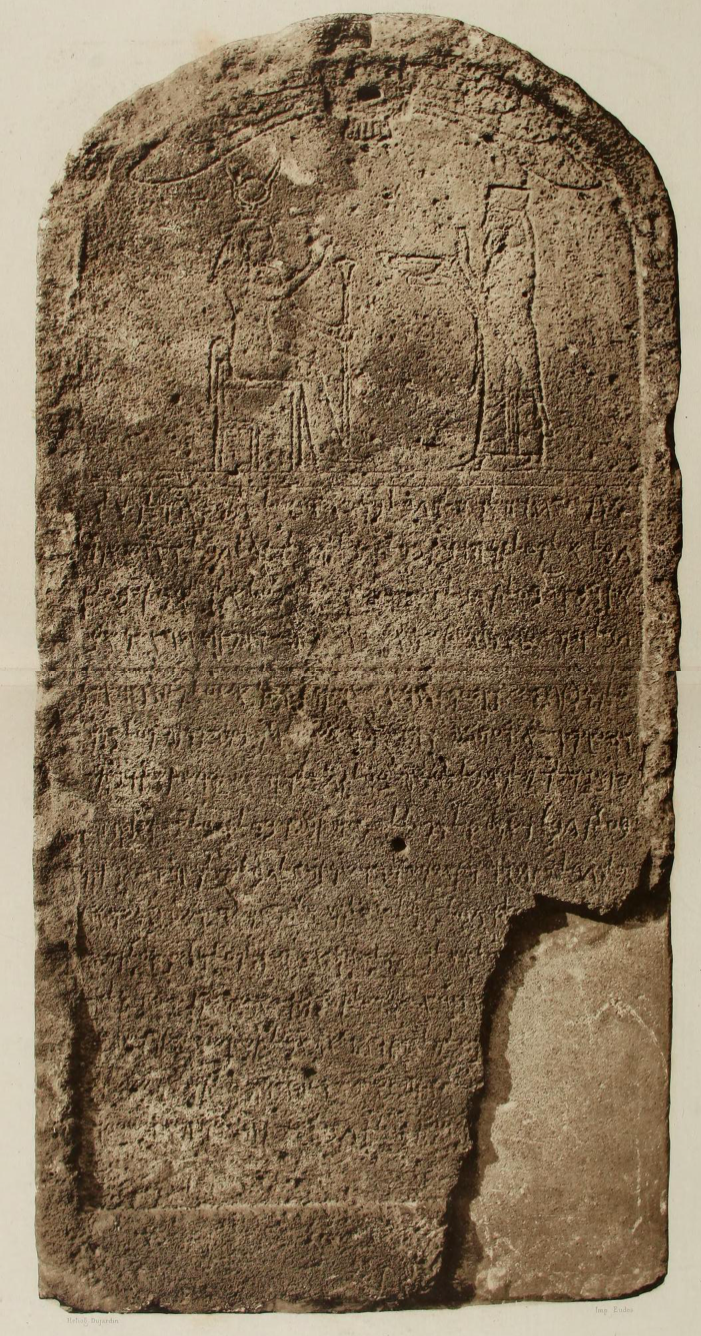
CIS I 1: Єгавмілкова стела
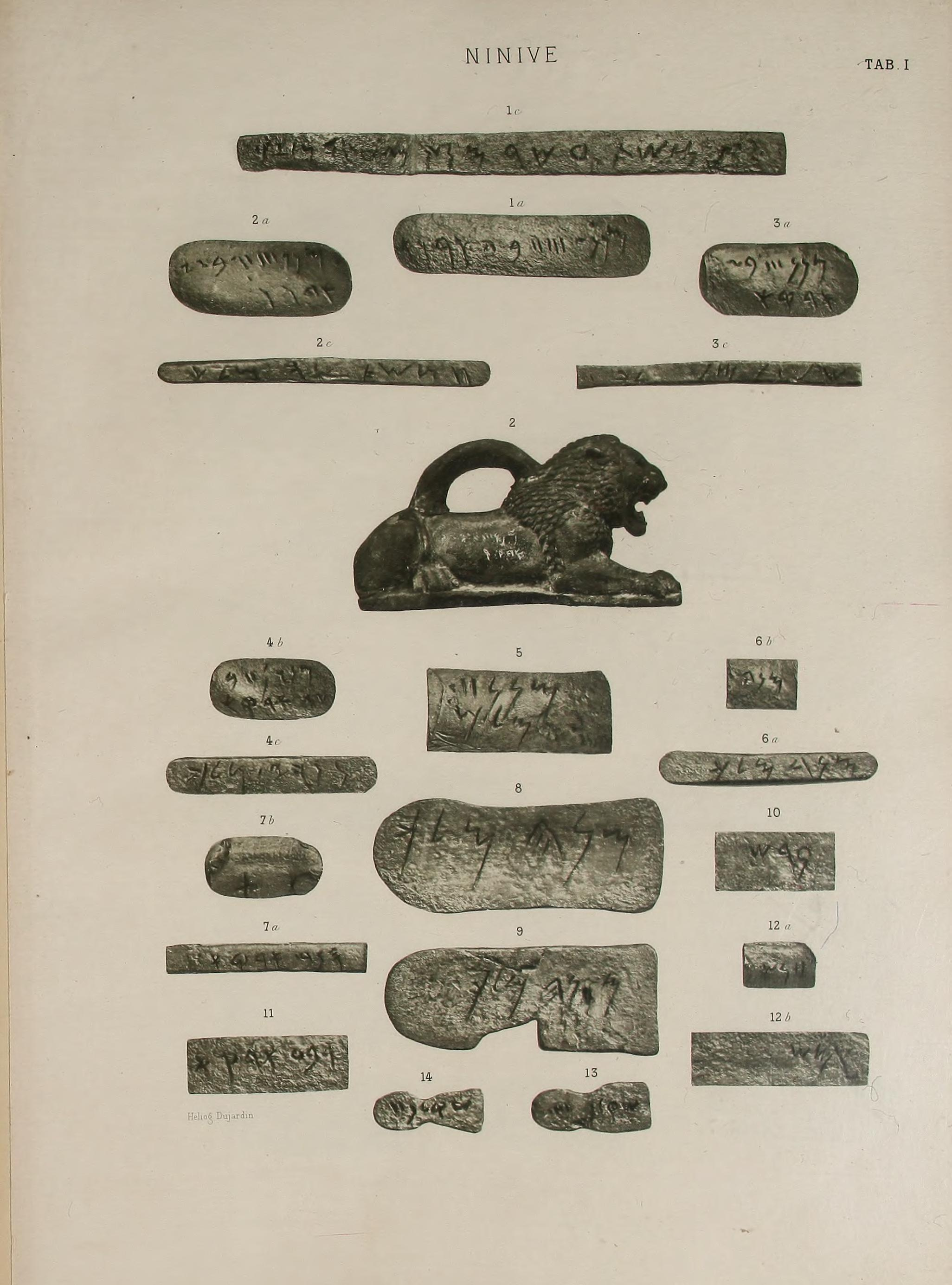
CIS II 1: Ваги ассирійських левів
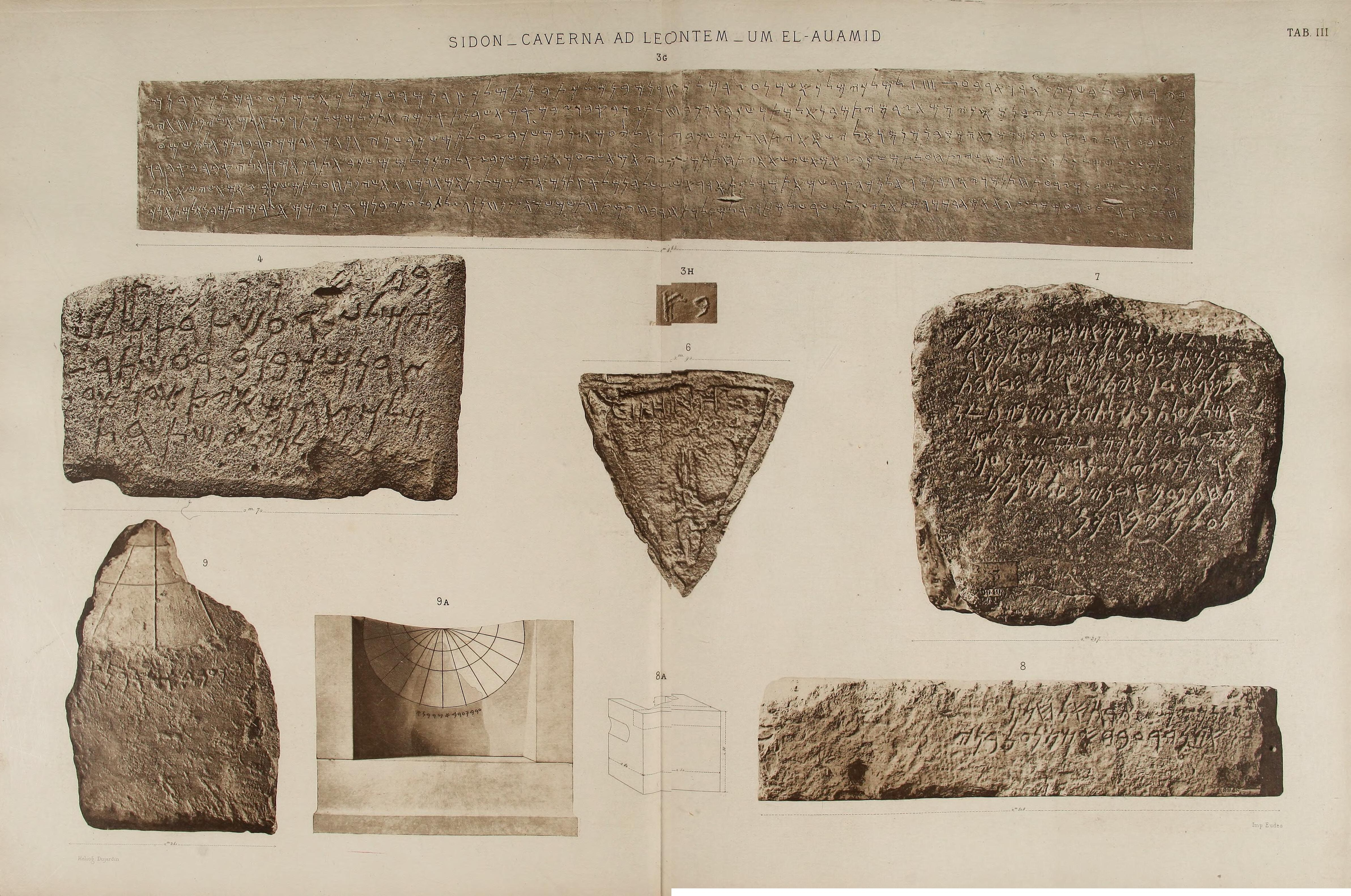
CIS I 3-4 і 6-9
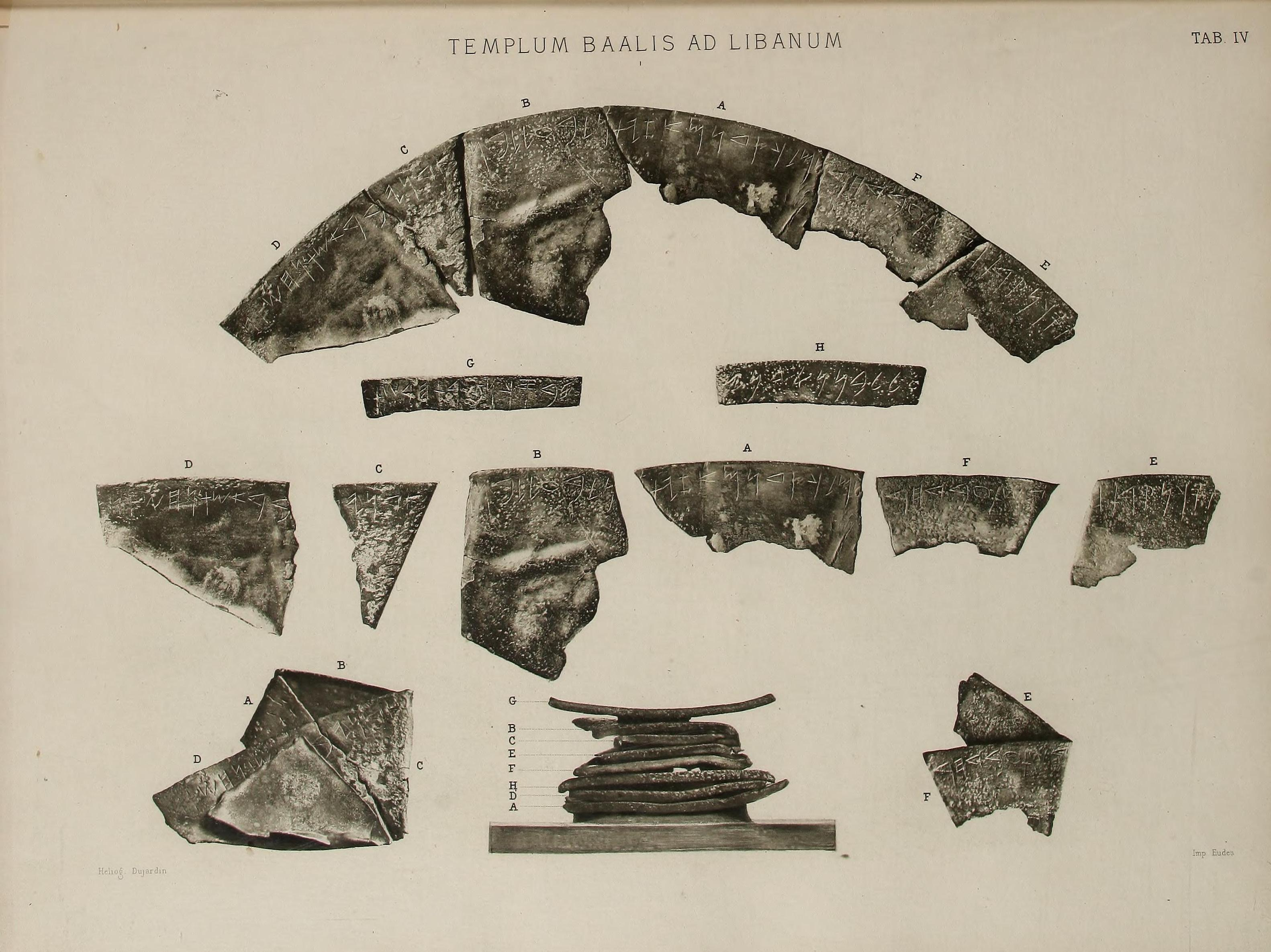
CIS I 5: напис Baal Lebanon

## Дивись також
- Kanaanäische und Aramäische Inschriften[en]
- Corpus Inscriptionum Iudaeae/Palaestinae[en]